# Greatest Shit
Greatest Shit è un album di raccolta del gruppo musicale tedesco KMFDM, pubblicato nel 2010.

## Tracce

### Disco 1
1. D.I.Y. (Edit) – 4:19
2. Tohuvabohu (Edit) – 4:44
3. Son of a Gun (Overhauled Mix) (Edit) – 3:33
4. Juke Joint Jezebel (Single Mix) – 4:10
5. Naïve (Edit) – 3:44
6. Sucks (12" Mix) (Edit) – 3:57
7. Hau Ruck (Edit) – 3:26
8. More & Faster (12" Mix) – 3:32
9. Money (Radio Mix) – 3:50
10. Megalomaniac (Single Mix) (Edit) – 3:10
11. Virus (12" Mix) (Edit) – 4:11
12. Light (Cellulite Radio Mix) – 3:49
13. Anarchy (Edit) – 4:04
14. Vogue (Edit) – 3:00
15. Split (12" Mix) (Edit) – 3:54
16. WWIII (Edit) – 4:29
17. Godlike (12" Mix) (Edit) – 4:04
18. A Drug Against War (Single Mix) – 3:42
19. Power (Single Mix) (Edit) – 3:08

### Disco 2
1. Go to Hell (Fuck MTV Mix) (Edit) – 4:06
2. Don't Blow Your Top (Edit) – 3:10
3. Looking for Strange (Edit) – 3:57
4. Ultra (Album Edit) – 3:41
5. Itchy Bitchy – 3:36
6. Dogma – 4:07
7. Strut (Edit) – 4:38
8. Kickin' Ass (Edit) – 2:44
9. Free Your Hate (Edit) – 4:47
10. Terror (Edit) – 4:20
11. Rules (Edit) – 3:24
12. Never Say Never (Edit) – 3:49
13. Sturm & Drang (Edit) – 3:42
14. Glory (Edit) – 3:23
15. Attack-Reload (Edit) – 3:35
16. Waste – 3:40
17. Trust (Edit) – 3:42
18. Adios – 3:55
19. That's All (Edit) – 4:38